# Parque Nacional Marinho de Tarutao
O Parque Nacional Marinho de Tarutao (em tailandês:  อุทยานแห่งชาติทางทะเลตะรุเตา), por vezes abreviado Tarutao (em tailandês:  หมู่เกาะตะรุเตา) é um parque nacional no extremo sul da Tailândia. O seu território inclui um arquipélago com 51 ilhas situadas no mar de Andamão, em frente das costas da província de Satun. O parque nacional é composto por dois grupos de ilhas: Tarutao (em tailandês: หมู่เกาะตะรุเตา) e Adang Rawi (หมู่เกาะอาดัง-ราวี), que se encontram dispersas a cerca de 20 a 70 km a partir do ponto mais a sudoeste da Tailândia. O parque cobre uma área de 1490 km2 (1260 km2 de mar e 230 km2 de ilhas). No extremo sul do parque encontra-se a fronteira Malásia-Tailândia. Tarutao tornou-se no segundo parque nacional marinho da Tailândia em 19 de abril de 1974.
O clima tropical e o regime de monções de verão, com chuvas intensas de maio a outubro e a estação seca de outubro a maio, são características da região.
A ilha principal no parque é ko Tarutao (เกาะตะรุเตา). Situa-se a 30 km do continente, tem 26 km de comprimento norte-sul e 11 km de largura, com área de 151 km2.
Outras grandes ilhas no parque nacional são Adang, Rawi, Lipe (tem a maior população destas ilhas, com cerca de 800 habitantes), Klang, Batuang e Bissi.
O parque é rico em biodiversidade. O site oficial lista 32 espécies marinhas, 109 de aves, e numerosas espécies de mamíferos, répteis e anfíbios.

## História
A mais antiga descrição das ilhas que hoje constituem o parque data de dezembro de 1606 e janeiro de 1607, e foi feita no diário de bordo do almirante Cornelis Matelief de Jonge, da Companhia Neerlandesa das Índias Orientais.
A ilha ko Tarutao foi uma ilha-prisão entre 1938 e 1948, com mais de 3000 criminosos e presos políticos. Entre os prisioneiros estava Sittiporn Gridagon, filho de Rama VII. Durante a Segunda Guerra Mundial, faltou comida e medicamentos, e muitos prisioneiros morreram de malária. Os prisioneiros e guardas sobreviventes tornaram-se piratas no estreito de Malaca, nas proximidades. A Marinha britânica recebeu uma missão no local e acabou com a pirataria em 1951.
A população dos arquipélagos diminuiu significativamente na década de 1970. Quando o arquipélago foi declarado parque nacional, alguns dos habitantes das ilhas foram forçados a abandoná-las, pois em 1973 residiam cerca de 1000 pessoas só em Hak Bay.
Em 1982, o parque nacional foi listado como um dos "Parques do Património da ASEAN" do Sudeste Asiático. Também foi incluído na candidatura a Património Mundial da UNESCO em 1990, mas não foi incluído como tal em 1991, pois o Comité da UNESCO exigiu primeiro uma melhor gestão do parque, e também devido a preocupações em torno da proteção de rios e florestas, particularmente em áreas com crocodilos de água salgada. A população de crocodilos de água salgada está ameaçada na Tailândia, e os avistamentos acontecem a cada dois anos.